# Skelby Sogn (Næstved Kommune)
Skelby Sogn 
ist eine Kirchspielsgemeinde (dän.: Sogn)
auf der Insel Sjælland im südlichen Dänemark.
Bis 1970 gehörte sie zur Harde Tybjerg Herred im damaligen Præstø Amt, danach zur Suså Kommune im Storstrøms Amt, die im Zuge der Kommunalreform zum 1. Januar 2007 in der Næstved Kommune in der Region Sjælland aufgegangen ist.
Im Kirchspiel leben 689 Einwohner, davon 289 im Kirchdorf (Stand: 1. Januar 2023).
Im Kirchspiel liegt die Kirche „Skelby Kirke“ und der Runddysse von Ulstrup.
Nachbargemeinden sind im Norden Glumsø Sogn, im Osten Herlufmagle Sogn und Rislev Sogn, im Süden Herlufsholm Sogn, im Westen Gunderslev Sogn und im Nordwesten Bavelse Sogn.